# Jonathan Rowe (homme politique)
Pour les articles homonymes, voir Jonathan Rowe et Rowe.
Jonathan Rowe (né le 16 janvier 1998) est un homme politique canadien de Terre-Neuve-et-Labrador. 
Il est député fédéral conservateur de la circonscription terre-neuvienne de Terra Nova—Les Péninsules depuis 2025.

## Politique fédérale
Initialement défait par son opposant libéral Anthony Germain par une marge de 12 votes, un recomptage est automatiquement réalisé en raison de la différence de 1/1000 de pourcentage du total des votes. Prenant place à Marystown le 12 mai 2025,, Rowe est finalement déclaré élu par une marge de 12 votes le 23 mai 2025.